# Анна Гродзька
Анна Гродзька (також Анна Гродська, пол. Anna Grodzka; нар. 16 березня 1954 року, Отвоцьк, Польща) — польська громадська і політична діячка, засновниця і президент фонду «Trans-Fuzja», що займається захистом прав трансгендерних людей. Перша відкрита трансгендерна жінка в Польщі, яка була обрана до Сейму Республіки Польща.

## Біографія
Народилася 16 березня 1954 року в Отвоцьку, Польща. При народженні носила ім'я Кшиштоф Гродзький (пол. Krzysztof Grodzki) і біологічно була чоловіком. Закінчила Варшавський університет за спеціальністю психологія. За словами Анни, усвідомлення того, що вона «народилася в неправильному тілі» прийшло до неї в одинадцятирічному віці.
Будучи чоловіком, у 1984 році одружилася з жінкою у яку була закохана ще в шкільні роки, незабаром у них народився син. У 2007 році вони розлучилися. Тоді Гродзька вирішила почати трансгендерний перехід. Судово вирішувати питання статевої приналежності і фізично змінити стать вона вирішила тільки після того, як її син остаточно подорослішає. Операцію з корекції статі їй провели в бангкокській клініці. Її син повністю прийняв цей крок. Трансгендерний перехід Анни Гродзької завершився в 2010 році. Процес її переходу представлено у документальному фільмі «Транс-акція» виробництва компанії HBO в 2010 році.

### Професійна і політична діяльність
Анна Гродзька закінчила навчання за спеціальністю клінічна психологія у Варшавському університеті. У період існування ПНР була членом Асоціації Польських Студентів (АПС) та Польської об'єднаної партії робітників. Працювала політичним інструктором в АПС. У 1986 році її обрали директором підприємства Alma Press. Потім займалася власним бізнесом, багато років працювала у видавничій, рекламній та поліграфічній галузях. Займалася виробництвом фільмів для Польського телебачення. У 2003—2006 роках була членом дирекції «Радіо для тебе».
Перебувала у складі політичної партії «Соціал-демократія Республіки Польща», а пізніше, до вересня 2011 року, входила до складу «Союзу демократичних лівих у Варшаві».
У 2008 році вона брала участь у створенні фонду «Trans-Fuzja», що займається захистом прав трансгендерних людей. З листопада 2011 року виконувала обов'язки голови цієї організації. До кінця 2011 року Анна Гродзька була також заступником голови Комісії громадського діалогу у справах рівного ставлення при Президентові Столичного міста Варшава.
У 2011 році Анна Гродзька стала першим відкритим трансгендером, обраним до Сейму Республіки Польща, а також першим відкритим трансгендером, обраним до європейського державного парламенту. На виборах до парламенту від Кракова за списками партії Рух Палікота вона зайняла перше місце. В її передвиборчій програмі значилося: вирівнювання прав ЛГБТ і гетеросексуального населення, захист прав жінок, відділення церкви від держави і освіти, поліпшення ситуації з доступністю дитячих садків, підвищення мінімальної заробітної плати тощо.